# CD Zamora
A Club Deportivo Zamora vagy Real Zamora a mexikói Zamora de Hidalgo nagy múltú labdarúgócsapata, amely azonban ma csak a harmadosztályú bajnokságban szerepel. Az első osztályban 1955 és 1960 között négy évig szerepelt, legjobb eredménye egy hetedik hely.

## Története
Az 1950-ben alapított Real Zamora az 1954–1955-ös szezonban a másodosztályú bajnokságban szerepelt, ahol bár nem lett bajnok, de részt vehetett egy ötcsapatos, a feljutásért vívott tornán, ahol négy mérkőzéséből kettőt megnyerve és kettőt elvesztve a második helyen végzett, így a bajnok Atlas, valamint a tornán első Atlante és a harmadik Cuautla mellett feljutott az első osztályba. Ott azonban a következő évben az utolsó, 14. helyet szerezte meg, így kiesett, ám egy évvel később megnyerte a másodosztályt, így ismét feljutott. Ekkor már a bentmaradás is sikerült két éven keresztül, de 1960-ban ismét búcsúzni kényszerültek.

## Bajnoki eredményei
A csapat első osztályú szereplése során az alábbi eredményeket érte el:
| Év        | Helyezés |
| --------- | -------- |
| 1955–1956 | 14. hely |
| 1957–1958 | 7. hely  |
| 1958–1959 | 9. hely  |
| 1959–1960 | 14. hely |